# Hypopyra padanga
Hypopyra padanga là một loài bướm đêm trong họ Erebidae.